# 小行星7745
小行星7745是一颗围绕太阳公转的小行星。1987年2月22日，亨利·德波鸿诺在拉西拉天文台发现了此天体。
这颗小行星的绝对星等为288.6041858991985等。